# Temporada 1986-1987 del Liceu
| Temporada 1986-1987 del Liceu |                           |                     |                                     | |                              |                           |
| Òpera                         | Compositor                | Director musical    | Director d'escena                   | Papers principals | Producció                    | Dates                     |
| Götterdämmerung               | Richard Wagner            | Pinchas Steinberg   | Wolfgang Weber, Elmar von Ottenthal | William Johns, Jeannine Altmeyer, Anthony Raffell, Manfred Schenk, Joszef Dene, Sabine Hass                                                                         | Òpera de San Carlo de Nàpols | 23 de novembre            |
| Armide                        | Christoph Willibald Gluck |                     |                                     | Montserrat Caballé |                              | desembre                  |
| Aida                          | Giuseppe Verdi            |                     | Dídac Monjo                         | Maria Chiara, Lando Bartolini, Fiorenza Cossotto, Ivo Vinco, Corneil MacNeil, Franco de Grandis                                                                     |                              | 5 de gener                |
| Rigoletto                     | Giuseppe Verdi            | Romano Gandolfi     | Giuseppe De Tomasi                  | Alfredo Kraus (7, 11, 15) / Vincenzo La Scola (9) / Beniamino Prior (19), Leo Nucci, Adriana Anelli, Alfredo Zanazzo, Montserrat Aparici                            |                              | 7, 9, 11, 15 i 19 de març |
| Beatrice di Tenda             | Vincenzo Bellini          | Armando Gatto       |                                     | Cecilia Gasdia/Adelaida Negri, Vincenzo La Scola, Lorenzo Saccomani, Raquel Pierotti,                                                                               |                              | març                      |
| Saffo                         | Giovanni Pacini           |                     |                                     | Montserrat Caballé |                              | juny                      |
| Lucia di Lammermoor           | Gaetano Donizetti         | Gian Paolo Sanzogno | Vittorio Patanè                     | Edita Gruberova, Peter Dvorsky/Bruno Sebastian/Alfredo Kraus, Enric Serra, Roberto Scandiuzzi. Decoracions: Pierluigi Piantanida; Vestuari: Pier Luciano Cavallotti | Gran Teatre del Liceu        | 15, 18, 21, 24 de mag     |
| Lucio Silla                   | Wolfgang Amadeus Mozart   | Julius Rudel        | Vittorio Patanè                     | Jenny Drivala, Maria Gallego, Ezio di Cesare, Raquel Pierotti, Wendy Hillhouse, Suso Marátegui.                                                                     |                              | 30 de abril               |
| Werther                       | Jules Massenet            | Alain Guingal       | Giuseppe De Tomasi                  | Alfredo Kraus, Vicenç Sardinero, Alfonso Echeverria, Josep Ruiz, Jesús Castillón, Gervasi Ventura, Renata Scotto, María Ángeles Peters, Lucila Dávila               |                              | 2, 6, 10 i 14 juny        |